# Широкорад, Валерий Иванович
Вале́рий Ива́нович Широкора́д (род. 10 марта 1964, Омск) — заслуженный врач РФ, российский учёный и клиницист, специалист в области онкоурологии, онкологии, урологии, хирургии. Доктор медицинских наук, заведующий урологическим отделением Московской городской онкологической больницы № 62.

## Биография
В. И. Широкорад родился 10 марта 1964 года в Омске. В 1981 году поступил на лечебный факультет Омского государственного медицинского института; во время обучения увлёкся хирургией, и после окончания института в 1987 году (специальность — «лечебное дело») поступил в интернатуру по специальности «хирургия» на базе Омской областной клинической больницы. В 1988 году В. И. Широкорад стал врачом-ординатором урологического отделения Омского областного онкологического диспансера, причём в течение десяти лет он совмещал работу онкоуролога и врача-хирурга по оказанию неотложной помощи в медико-санитарной части № 11 Омска, а в 1998 году, получив высшую квалификационную категорию по онкологии, стал заведующим урологического отделения Омского областного онкологического диспансера. При его непосредственном участии на базе отделения в мае 1998 года был открыт Межрегиональный центр онкоурологии в рамках ассоциации «Здравоохранение Сибири». С сентября 1998 года по январь 2003 год по совместительству он занимался также преподавательской деятельностью в должности ассистента кафедры онкологии Омской государственной медицинской академии.
В 1996 году В. И. Широкорад защитил кандидатскую диссертацию (тема — «Оптимизация результатов отведения мочи в кишку на протяжении после удаления мочевого пузыря»). В 2002 году он защитил докторскую диссертацию (тема — «Хирургическая реабилитация больных местно-распространёнными опухолями органов малого таза»). 
В 2003 году В. И. Широкорад переехал в Москву, где в 2003—2005 гг. он, работая в хирургическом отделении Онкологического клинического диспансера № 1 Москвы, занимался лечением пациентов с онкоурологическими заболеваниями, а в 2005 году стал заведующим урологическим отделением Московской городской онкологической больницы № 62 (МГОБ № 62).
Имеет сертификаты по урологии (2011), онкологии (2012) и хирургии (2014). Владеет всем объёмом операций как в онкоурологии, так и при опухолях смежных локализаций (новообразования толстой кишки, забрюшинные и гинекологические образования).
В. И. Широкорад является членом правления Российского общества онкоурологов (РООУ). Он также является членом Российского общества урологов и Российского общества клинической онкологии, международных онкологических обществ Европейского общества медицинской онкологии (ESMO), Американского общества клинической онкологии (ASCO). Член Учёного совета Московского научно-исследовательского онкологического института имени П. А. Герцена. Советник губернатора Омской области по здравоохранению.

## Научная и практическая деятельность
Научные работы В. И. Широкорада посвящены различным разделам онкоурологии, диагностики новообразований данного типа, комбинированным методам лечения (хирургическое вмешательство, лучевая и лекарственная терапия, включая таргетную терапию) и реабилитации пациентов. Применение в медицинской практике нашёл, в частности, метод Широкорада — предложенный В. И. Широкорадом метод, в котором после резекции или полного удаления мочевого пузыря по причине его вторичного поражения злокачественными новообразованиями создают мочевой резервуар из сегмента толстой кишки с восстановлением непрерывности последней за счёт отведения мочи в изолированный илеоцекальный угол, развёрнутый в малый таз и замещающий удалённый кишечный сегмент.
В 2008 г. была опубликована монография В. И. Широкорада «Хирургическое лечение местно-распространённых опухолей органов малого таза», в которой были систематизированы имеющиеся в России и за рубежом сведения о методах диагностики и лечения новообразований данного типа, включая результаты собственной практической работы автора и его коллег.
Под руководством В. И. Широкорада в МГОБ № 62 внедрены в практику лапароскопические операции при онкоурологических заболеваниях, радикальные цистэктомии и простатэктомии с последующей реабилитацией пациентов (включая реконструктивные операции с формированием мочеточниково-резервуарных структур). Значительное внимание он уделяет комплексному лечению метастатического рака почки с радикальным подходом в отношении одиночных метастазов, который включает хирургическое лечение опухоли почки, метастазэктомии в сочетании с лучевой терапией метастазов (прежде всего костных и в головной мозг) и лекарственной терапией (в частности, таргетной). Разработанный им алгоритм хирургического лечения и назначения таргетных препаратов у пациентов с метастазами почечно-клеточного рака в различные органы В. И. Широкорад докладывал, в частности, в октябре 2011 года на VI Конгрессе РООУ.
Автор более 230 научных публикаций, 9 патентов на изобретения и 18 рационализаторских предложений.

## Публикации

### Отдельные издания
- Широкорад В. И. . Хирургическое лечение местно-распространённых опухолей органов малого таза. — М.: Медицина, Шико, 2008. — 192 с. — ISBN 5-225-03927-8.

### Некоторые статьи

#### Хирургические методы лечения
- Широкорад В. И., Колесников Г. П. . Сравнительная оценка методов деривации мочи после экстирпации мочевого пузыря // Актуальные вопросы лечения онкоурологических заболеваний: материалы Всероссийской научной конференции с участием стран СНГ (Обнинск, 6—7 октября 1994). — Обнинск: МРНЦ РАМН, 1994. — 111 с. — С. 105—107.
- Дёмин Д. И., Минаев И. И., Широкорад В. И.  Хирургическая реабилитация больных с местно-распространёнными опухолями органов малого таза // Российский онкологический журнал. — 2001. — № 6. — С. 28—29.
- Дёмин Д. И., Минаев И. И., Широкорад В. И.  Восстановительная хирургия после комбинированных и расширенных операций на органах малого таза // Вопросы онкологии. — 2003. — № 1. — С. 109—112.
- Широкорад В. И., Минаев И. И., Дёмин Д. И., Долгих В. Т.  Метод хирургической реабилитации больных после комбинированных операций на органах малого таза // Сибирский научный медицинский журнал. — 2003. — Т. 23, № 4. — С. 82—87.
- Семков А. С., Махсон А. Н., Петерсон С. Б., Широкорад В. И., Щупак М. Ю.  Хирургическое лечение костных метастазов рака почки // Онкоурология. — 2010. — № 4. — С. 10—15. — doi:10.17650/1726-9776-2010-6-4-10-15.
- Широкорад В. И.  Клинический случай: простатэктомия при метастатическом раке предстательной железы // Онкоурология. — 2013. — № 3. — С. 96—104. — doi:10.17650/1726-9776-2013-9-3-96-104.
- Кострицкий С. В., Широкорад В. И., Семёнов Д. В., Пташников Д. А., Щупак М. Ю., Махсон А. Н., Манихас Г. М., Шестаев А. Ю., Костюк И. П., Карлов П. А., Митрофанов П. П.  Хирургическое лечение больных с метастазами рака почки в позвоночник // Онкоурология. — 2014. — Т. 10, № 3. — С. 40—42. — doi:10.17650/1726-9776-2014-10-3-40-42.
- Широкорад В. И., Володин Д. И., Шипулёва И. В., Кудрявцева Т. Ю., Капустин В. В.  Первый опыт радиочастотной абляции локорегионального рецидива после радикальной простатэктомии // Ультразвуковая и функциональная диагностика. — 2014. — № 5. — С. 80—86.
- Климов А. В., Волкова М. И., Широкорад В. И., Калинин С. А., Петерс М. В., Матвеев В. Б.  Паллиативная нефрэктомия до таргетной терапии у больных диссеминированным раком почки // Онкоурология. — 2015. — Т. 11, № 3. — С. 24—33. — doi:10.17650/1726-9776-2015-11-3-24-33.

#### Диагностика
- Капустин В. В., Громов А. И., Широкорад В. И.  Эхографическая картина области цистоуретрального анастомоза после радикальной простатэктомии // Ультразвуковая и функциональная диагностика. — 2012. — № 2. — С. 25—43.
- Асланиди И. П., Пурсанова Д. М., Мухортова О. В., Сильченков А. В., Карякин О. Б., Бирюков В. А., Широкорад В. И.  Диагностика рецидива рака предстательной железы по данным ПЭТ/КТ с 11С-холином у пациентов после радикальной простатэктомии // Медицинская радиология и радиационная безопасность. — 2015. — № 5. — С. 50—58.
- Долгих Д. В., Широкорад В. И., Долгих В. Т.  Диагностика рака мочевого пузыря // Сибирский медицинский журнал. — 2015. — Т. 137, № 6. — С. 140—147. — doi:10.1234/XXXX-XXXX-2015-6-141-147.

#### Таргетная терапия
- Борисов В. И., Петерсон С. Б., Семков А. С., Широкорад В. И., Семёнов Д. В.  Первый опыт применения таргетных препаратов при раке почки // Вестник Российского гос. мед. ун-та. — 2011. — № 1. — С. 41—43.
- Широкорад В. И., Махсон А. Н., Борисов В. И., Минакова Л. Р., Попов М. И., Щупак М. Ю., Кирдакова Н. В., Мишугин С. В., Матуров М. Р., Виноградский А. Г., Шихов С. Д., Гайдамака Е. В., Апольская Н. А., Шушаков М., Бабаев Э. Р., Воронцова А. А., Иванов А. М., Амосов Ф. Р., Колесников Г. П.  Первые результаты таргетной терапии при раке почки в Москве // Онкоурология. — 2013. — № 3. — С. 24—29. — doi:10.17650/1726-9776-2013-9-3-24-29.
- Широкорад В. И. . Терапия и ошибки в лечении рака почки // Онкоурология. Фармакотерапия без ошибок / Под ред. И. Г. Русакова, В. И. Борисова. — М.: Е-ното, 2014. — 544 с. — ISBN 978-5-906023-07-0. — С. 354—360.
- Широкорад В. И., Махсон А. Н., Русаков И. Г., Колесников Г. П., Кострицкий С. В., Кашинцев К. Ю., Борисов В. И., Попов М. И., Щупак М. Ю., Кирдакова Н. В., Мишугин С. В., Матуров М. Р., Виноградский А. Г., Шихов С. Д., Гайдамака Е. В., Апольская Н. А., Шушаков М. У., Бабаев Э. Р., Воронцова А. А., Иванов А. М., Амосов Ф. Р.  Промежуточные результаты таргетной терапии больных метастатическим раком почки в Москве (за период с июня 2005 г. по июль 2015 г.) // Онкоурология. — 2016. — Т. 12, № 2. — С. 14—17. — doi:10.17650/1726-9776-2016-12-2-14-17.
- Широкорад В. И., Колесников Г. П., Кострицкий С. В., Кашинцев К. Ю., Долгих Д. В.  Результаты и анализ применения последовательной таргетной терапии ингибиторами тирозинкиназ у больных метастатическим почечно-клеточным раком в Москве (за период с июня 2005 г. по июль 2015 г.) // Онкоурология. — 2016. — Т. 12, № 3. — С. 30—39. — doi:10.17650/1726-9776-2016-12-3-30-39.

#### Организация онкоурологической помощи
- Широкорад В. И., Митрохин С. Д., Соколов А. А., Сергеев В. П.  Госпитальная инфекция в онкоурологии // Онкоурология. — 2007. — № 4. — С. 55—59.
- Деркач Е. В., Игнатьева В. И., Широкорад В. И., Омельяновский В. В., Авксентьева М. В., Свешникова Н. Д.  Социально-экономическое бремя рака предстательной железы в Российской Федерации // Медицинские технологии. Оценка и выбор. — 2012. — № 2. — С. 34—45.
- Широкорад В. И., Махсон А. Н., Ядыков О. А.  Состояние онкоурологической помощи в Москве // Онкоурология. — 2013. — № 4. — С. 10—13. — doi:10.17650/1726-9776-2013-9-4-10-13.